# Légfogat
A légfogat egy antigravitációs (repulzoros) meghajtású jármű a Star Wars világában, melyet elsősorban versenyzésre használnak. A siklómotorok speciális fajtáját képezi.

## A jármű leírása
A légfogatok versenye igen népszerű sport a galaxisban. Azok a versenyzők, akik tartósan nyerő szériában vannak, a lelkes rajongók folytonos figyelmét nyerik el, jókora pénzösszeg mellett. A szponzorok szép százalékot szakítanak a nyereményből. 
A versenyek központja a Taris, annak ellenére, hogy számtalan banda és becstelen alak próbálja meg mindenféle erkölcstelen eszköz igénybevételével befolyásolni az eredményt. 
Mivel a légfogat híján van minden olyan alrendszernek, ami kényelmesebb, vagy használhatóbb járművé tenné, meglehetősen olcsó egy ilyet megépíteni. A legtöbbjük nem igazán több, mint egy egyszerű kakasülő, egy vagy legfeljebb két üléssel, a beszerezhető legnagyobb teljesítményű motorra szerelve. 
A hivatalos versenyeken általában vannak a mérettel kapcsolatban korlátozások, hogy szabályos legyen a mezőny, de ezeket sokan megpróbálják kijátszani. Ugyanakkor létezik egy bizonyos technikai, pontosabban gyakorlati korlát arra vonatkozólag, hogy milyen erős lehet a repulzoros motor, mielőtt az energia kimenet kellemetlen dolgot tenne azzal a szerencsétlen lénnyel, aki megpróbálja kordában tartani. Ebből következően a legtöbb ilyen sikló hasonló méretekkel rendelkezik, s leginkább a védőpajzsok rendszerében, illetve az energiaáramlás szabályozására, nyomon követésére szolgáló rendszerekben van köztük különbség.